# Arcos del tercer milenio
Los Arcos del tercer milenio, comúnmente conocidos simplemente como Arcos del milenio, son una obra escultórica del artista mexicano Enrique Carbajal González conocido como "Sebastián", que se encuentra en la ciudad de Guadalajara, Jalisco, en el occidente de México.

## Descripción
Con una altura de 52 metros, la escultura consta de cuatro monumentales arcos amarillos de metal, cada uno más grande que el anterior. Ubicada en la confluencia de las avenidas Lázaro Cárdenas y Mariano Otero, en la colonia Jardines del Bosque. Su peso es de más de 1,500 toneladas de acero, con 17 mil metros cuadrados de superficie, se considera la escultura más grande de México. Enrique Carbajal González "Sebastián" es el autor del proyecto escultórico, aprobado por el Ayuntamiento de Guadalajara en julio de 1999.
Sus obras iniciaron cuando el ex-secretario de gobernación Francisco Javier Ramírez Acuña era alcalde de Guadalajara. El proyecto fue una selección de consenso entre un grupo de artistas y urbanistas expertos en la materia, entre ellos Juan Palomar.
La empresa constructora es el Grupo Favier. El director del patronato "Arcos del milenio" es Rolf Tiessen Favier, presidente del mismo grupo.

## Significado
La intención de instalar esta escultura fue la de mejorar la imagen de uno de los nodos de mayor circulación de la ciudad y hacer alusión al comienzo del nuevo milenio. También se consideró que el proyecto era necesario para difundir el muy necesitado arte urbano del que Guadalajara carece según opinión de críticos en la materia pues desde los años 1960 la ciudad no tenía un proyecto de esta naturaleza.
Anteriormente se habían instalado esculturas urbanas como La Torre de los Cubos de Fernando González Gortázar, el Pájaro Amarillo de Mathias Goeritz y La Fuente de la Hermana Agua de Fernando González Gortázar, todas en el lado poniente de la ciudad. Estas obras contribuyeron a un cambio hacia la visión de Guadalajara como un aglomerado urbano complejo y cambiante.

## Atrasos en su terminación
Debido a diversos problemas que surgieron durante su construcción, la obra se ha detenido en varias ocasiones. El principal problema ha sido el financiamiento.
Se pretendía inaugurarla en su totalidad con motivo de la entrada del nuevo milenio, en el 2000. Pero el tercer arco se concluyó en el 2001 y hasta el 2005 se terminó el cuarto. En el 2000 se creó el Patronato Arcos del milenio, A.C. para financiarla (El Informador, 27 de septiembre de 2000, pp. 3-B).
En la actualidad se encuentran instalados 4 de los 6 arcos que forman parte de la obra. Los primeros 3 arcos fueron instalados con partidas del presupuesto del municipio de Guadalajara. Con el Gobierno municipal encabezado por Fernando Garza se decidió que la obra debía concluirse exclusivamente con apoyo de la iniciativa privada y dadas las críticas y la politización del tema se le excluyó el uso del erario público.
En 2005 el Ayuntamiento de Guadalajara autorizó la apertura de una cuenta bancaria para que quien lo desease contribuyese a través de ella a pagar la conclusión de la obra (El Informador, 2 de diciembre de 2005, pp. 5-B).